# Mikaela Dietmann
Maria Mikaela Dietmann, född 24 september 2003, är en svensk mästare i simhopp. Hon tävlar för Bofors Simhoppsklubb.

## Meriter

### Junior

#### JSM
- Simhopp, 3 m
  - 2020 i Stockholm 3:a
- Simhopp, Synchro
  - 2020 i Stockholm 2:a tillsammans med Matilda Nilsson

#### NJM
- - Simhopp, 3 m
    - 2021 i Finland 3:a

  - Simhopp, Synchro
    - 2019 i Stockholm 1:a tillsammans med Matilda Nilsson

#### EJM
- Simhopp, 1 m
  - 2021 i Kroatien - 12:a
- Simhopp, Synchro
  - 2021 i Kroatien - 6:a tillsammans med Matilda Nilsson

#### JVM
- Simhopp, 1 m
  - 2021 i Ukraina - 8:a

### Senior

#### SM
- - Simhopp, 3 m
    - 2019 juni i Karlskoga - 4:a
    - 2021 i Karlskoga  - 1:a

  - Simhopp, 1 m
    - 2021 i Karlskoga  - 3:a

  - Simhopp, Synchro
    - 2019 feb i Stockholm - 2:a tillsammans med Matilda Nilsson
    - 2019 juni i Karlskoga  - 1:a tillsammans med Matilda Nilsson
    - 2020 i Malmö  - 1:a tillsammans med Matilda Nilsson[2][3]
    - 2021 i Karlskoga - 1:a tillsammans med Matilda Nilsson

#### NM
- - Simhopp, Synchro
    - 2019 i Stockholm - 1:a tillsammans med Matilda Nilsson